# Elephantulus fuscus
Elephantulus  fuscus — вид ссавців родини Стрибунцеві (Macroscelididae). Вид поширений у Малаві, Мозамбіку та Замбії. Зустрічається у вологих саванах.